# Max Schöne
Max Schöne (20 de enero de 1880 en Berlín - 16 de enero de 1961) fue un nadador alemán que compitió en los Juegos Olímpicos de París 1900.
Como miembro del equipo de natación alemana que ganó la medalla de oro en los mismos Juegos Olímpicos.